# Hedyscepe canterburyana
A Hedyscepe canterburyana az egyszikűek (Liliopsida) osztályának a pálmavirágúak (Arecales) rendjébe, ezen belül a pálmafélék (Arecaceae) családjába tartozó faj.
Nemzetségének az egyetlen faja; a Rhopalostylis-fajok a legközelebbi rokonai.

## Előfordulása
A Hedyscepe canterburyana előfordulási területe a Lord Howe-szigetcsoport. Eme ausztráliai szigetek endemikus pálmája. A területének elvesztése veszélyezteti.

## Megjelenése
Lassan növő pálmafaj, amely elérheti a 10 méteres magasságot is. A törzse karcsú és sűrűn gyűrűzött; azon a részén, ahonnan a levelek nőnek ki, ezüstös árnyalatú és sima felületű. A lombja sűrű, sötétzöld és a levelek végei meghajlók. A virágai kétivarúak. A tojás alakú termései 4 centiméteresek és megérve sötétvörös színűek. Egy-egy termésben csak egy-egy mag van. A termések a lombkorona alatt sűrű fürtben nőnek. A megéréshez akár 4 év is kell.

## Életmódja
A hegyoldalakon, sziklákon és egyéb szél fújta élőhelyeken él; általában 400-750 méteres tengerszint feletti magasságban található meg. A termesztett növényeknél az elültetéstől a kicsirázásig akár 18 hónap is eltelhet.

## Képek

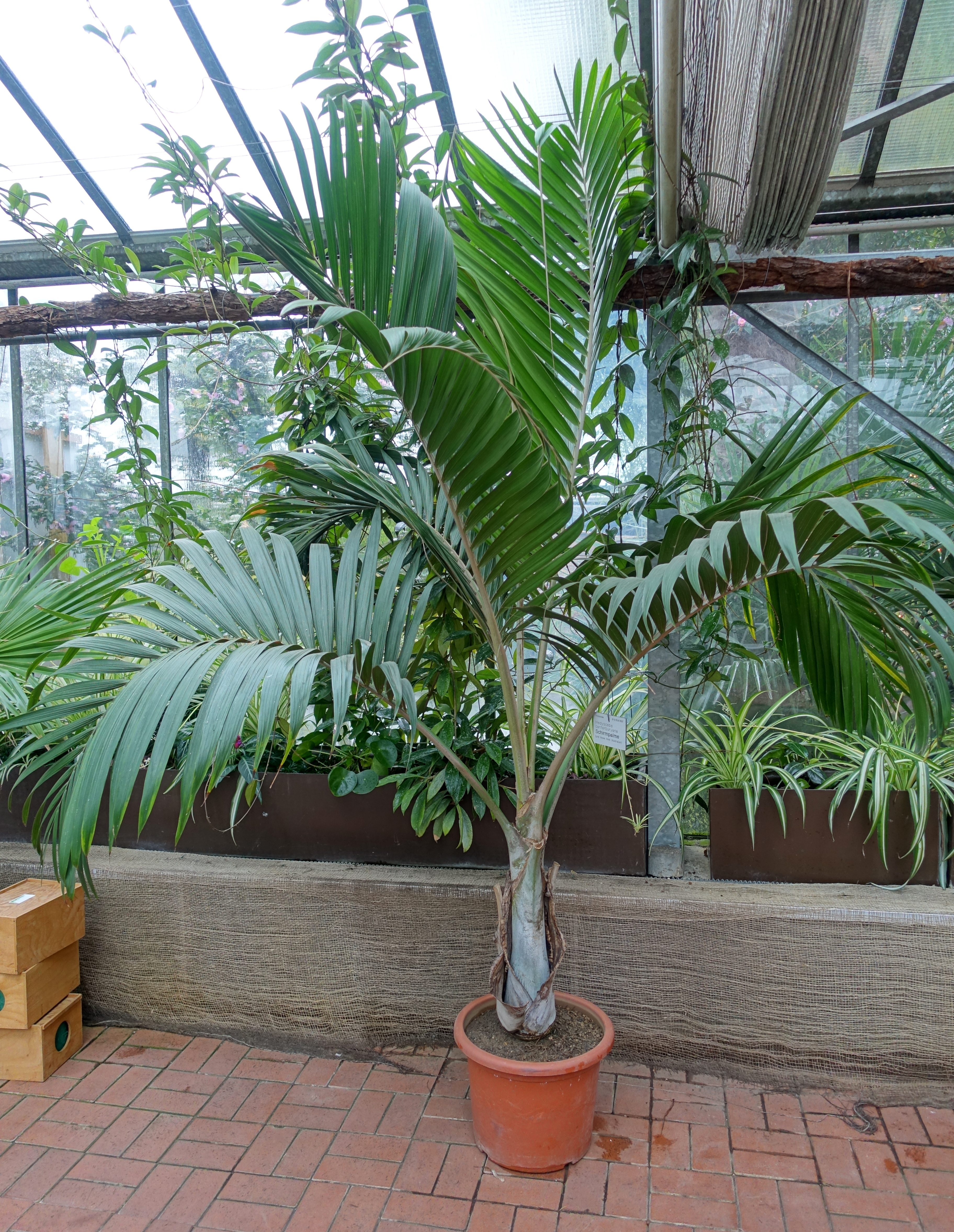
Fiatal példány
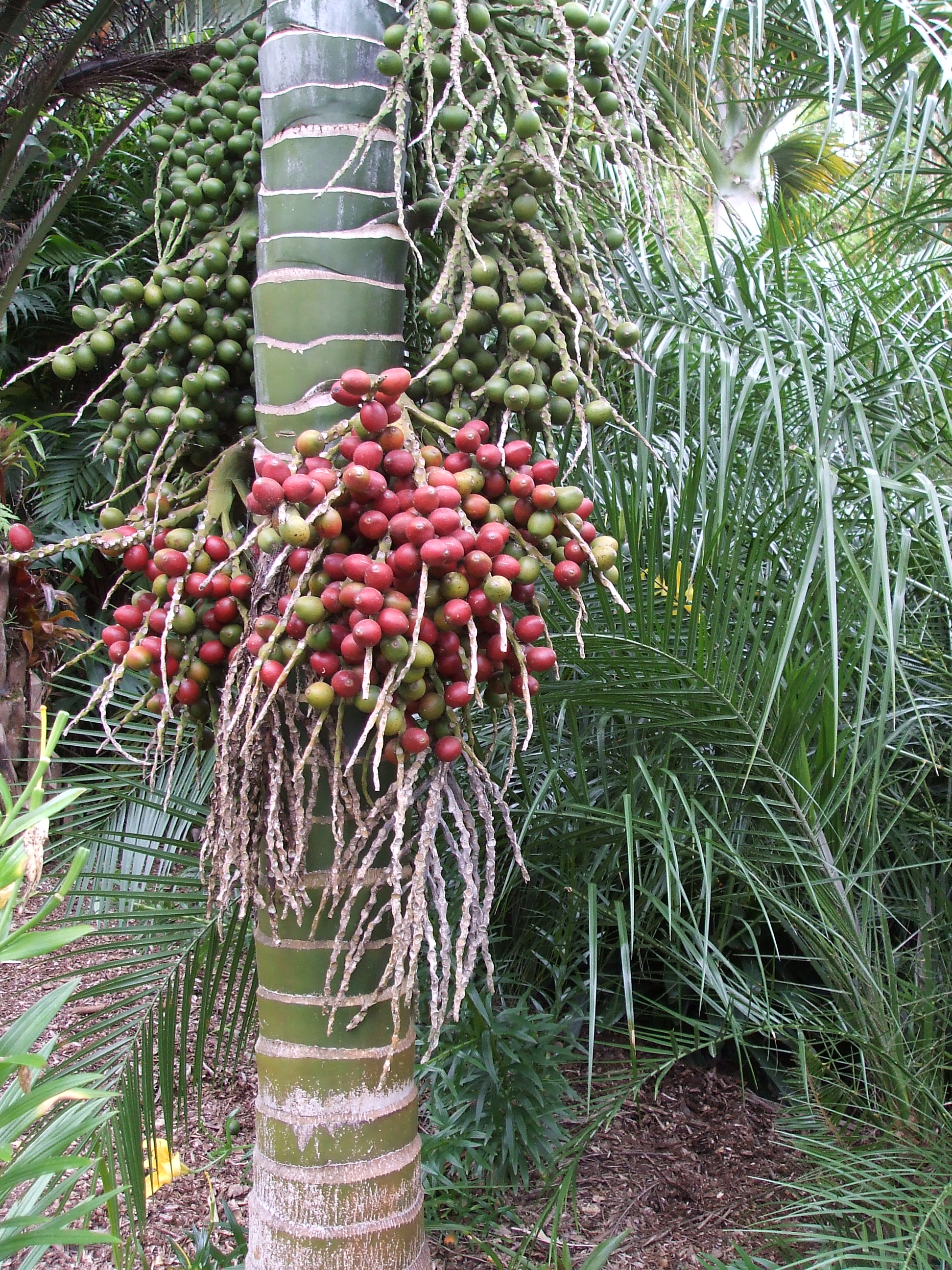
Termései
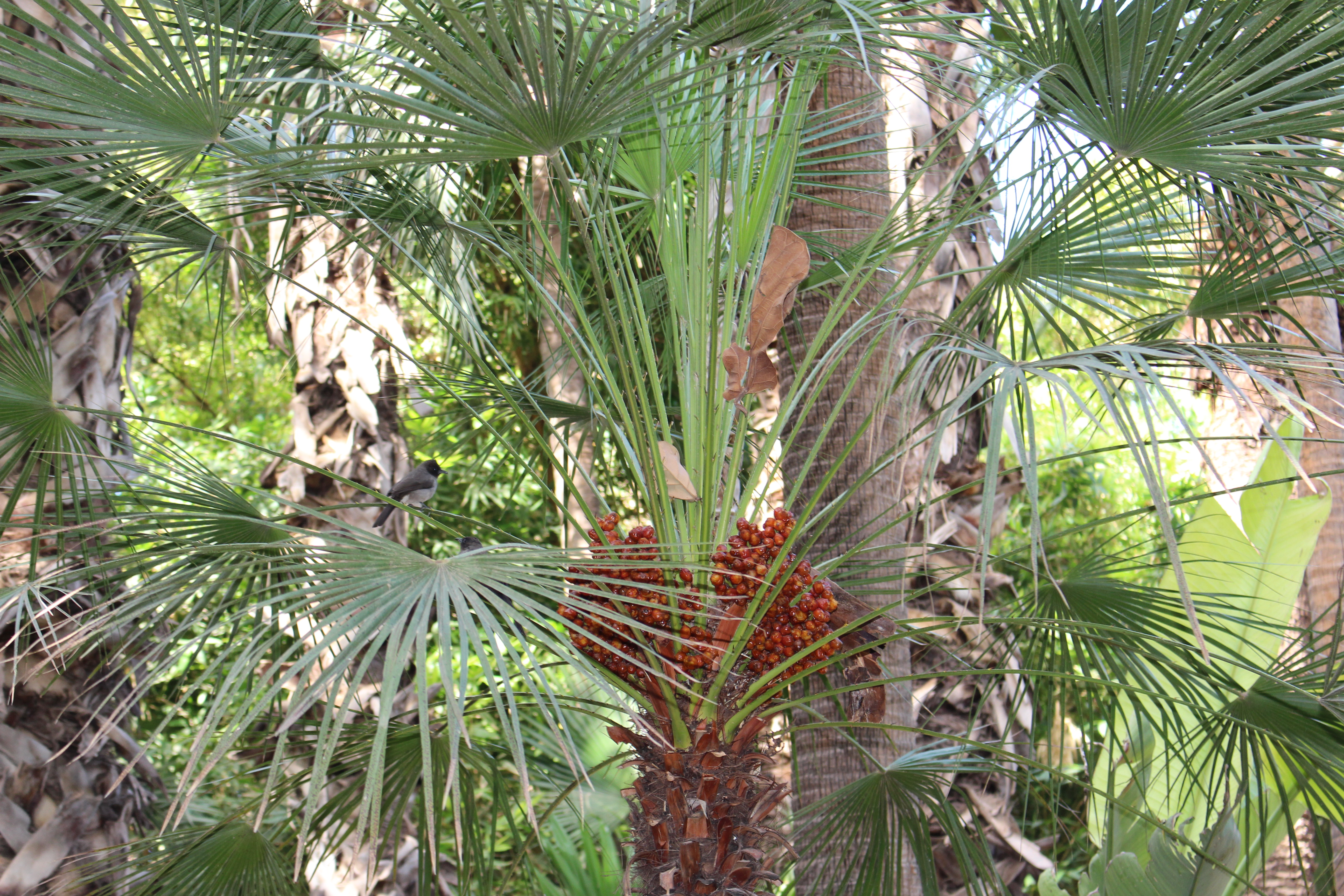
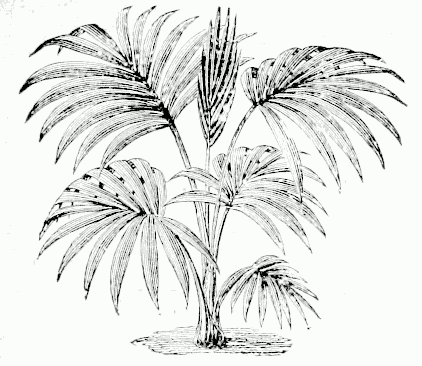
Régi rajz a növényről

### Fordítás
- Ez a szócikk részben vagy egészben  a   Hedyscepe című angol Wikipédia-szócikk ezen változatának fordításán alapul.  Az eredeti cikk szerkesztőit annak laptörténete sorolja fel. Ez a jelzés csupán a megfogalmazás eredetét és a szerzői jogokat jelzi, nem szolgál a cikkben szereplő információk forrásmegjelöléseként.